# La Mise en scène de la vie quotidienne
La Mise en scène de la vie quotidienne est la traduction française en deux tomes, en 1973, de deux ouvrages indépendants du sociologue Erving Goffman. 
Le premier, La présentation de soi, publié en 1956 en Écosse puis en 1959 aux États-Unis, développe une sociologie originale des interactions ordinaires. Le second ouvrage, Les relations en public, a été publié initialement en 1971 et propose différents schémas d'analyse des interactions interindividuelles.
La présentation de soi est le premier et plus connu des ouvrages du sociologue, grâce auquel il a remporté un McIver Award de l'association américaine de sociologie. L'ouvrage compte également parmi les dix plus importants du XXe siècle en sociologie selon l'association internationale de sociologie. Le livre a pour objet « la vie sociale qui s’organise dans les limites physiques d’un immeuble ou d’un établissement ». Comment une personne se présente-t-elle ? Comment présente-t-elle son activité aux autres ? Comment gère-t-elle les impressions qu’elle laisse ? Que peut-elle et ne peut-elle pas faire lors d'une interaction ? Erving Goffman y adopte de temps à autre des métaphores tirées du vocabulaire du théâtre - trait qui a été accentué dans la traduction française.

## La Présentation de soi

### Chapitre I: Les représentations
Dans la vie quotidienne, un individu en interaction avec un autre individu est donc vu par Goffman comme un acteur en représentation, dans la mesure où il doit maintenir une définition convenable de la situation, c’est-à-dire qu’il doit maîtriser l’impression qu’il donne de son activité au cours de sa représentation par différents procédés de mise en scène. Il doit « influencer les autres participants » et il joue toujours un rôle, lequel peut être différent selon la nature des interactions. Il dispose de différents modes opératoires, résumés dans ce chapitre.
- La Conviction de l’Acteur : L’acteur qui joue un rôle exige du public qu’il le prenne au sérieux. Il donne un spectacle à l’attention des autres, afin de montrer que les choses sont bien ce qu’elles ont l’air d’être. Mais l’acteur, y croit-il, lui ? Goffman distingue la Sincérité de l’acteur (état de croyance), c’est-à-dire les « acteurs qui croient en l’impression produite par leur représentation », qui sont « pris à leur propre jeu », du cynisme (état d’incrédulité). On peut toujours passer de l’un à l’autre.
- La Façade : « On a désigné jusqu’ici le terme de représentation pour désigner la totalité de l’activité d’un acteur qui se déroule dans un laps de temps caractérisé par la présence continuelle de l’acteur en face d’un ensemble déterminé d’observateurs influencés par cette activité ». La façade est l’appareillage symbolique utilisé par l’acteur durant sa représentation, qui a pour but de « fixer la définition de la situation »

L’acteur dispose donc du décor (la toile de fond, les accessoires, les éléments scéniques) et de la façade personnelle (signes distinctifs, vêtements, sexe, âge, caractéristiques raciales, taille, attitude, façon de parler, mimiques, comportements gestuels, etc. certaines de ces caractéristiques sont changeantes). On distingue avant tout son apparence (statut social) et ses manières (le comportement que l’acteur souhaite tenir durant l’interaction). Un acteur peut avoir une place unique dans une petite communauté, mais, à mesure que celle-ci s’accroît, le système d’identification et de traitement se fait par clans. La façade devient alors représentation collective 
- La Réalisation Dramatique : Elle consiste pour l’acteur à exprimer pendant l’interaction ce qu’il souhaite communiquer, de manière à pouvoir accomplir sa tâche. Néanmoins, s’il en fait trop dans l’expression, il ne pourra pas en faire assez dans l’action. Si l’on observe la réalisation dramatique non plus du point de vue de la représentation mais de celui des acteurs participants à celle-ci, on voit que certains acteurs ne s’intéressent qu’aux routines qui leur permettent de dramatiser leur réputation. À titre d’exemple, « Le style aristocratique, dit-on, consiste à mobiliser toutes les activités mineures » que les autres classes délaissent et « à y incorporer tous les signes du caractère, de la puissance et de la distinction ».
- L’Idéalisation : « la tendance des acteurs à donner à leur public une impression idéalisée par tous les moyens ». Pour avoir du succès, l’acteur doit donner un spectacle qui illustre, aux yeux des spectateurs, les stéréotypes de son activité. Goffman remarque que l’idéalisation est une caractéristique essentielle à l’ascension sociale, qui implique forcément pour l’acteur des représentations appropriées, et un maintien de la façade. Mais, afin d’idéaliser une représentation, un individu peut même volontairement se placer dans une position inférieure « à celle qu’il se reconnait secrètement ». Ainsi, par exemple, les afro-américains des états sudistes « se croyaient parfois obligés d’adopter (…) un air ignare, des manières gauches et brouillonnes » à l’égard des blancs.

L’idéalisation revêt par ailleurs un autre caractère : celui de donner au public une impression idéalisée de la relation que l’acteur entretient avec lui. Premièrement, « les acteurs donnent souvent l’impression que leur rôle actuel est leur seul rôle, ou du moins le plus important ». Il a donc tendance à séparer ses publics, et à maintenir ces séparations. L’acteur persuade donc son public que la représentation qu’il lui donne à une « qualité spéciale ». S’il refusait de mettre fin à cette séparation, « et à l’illusion qu’elle entretient, le public s’y opposerait dans bien des cas ». En effet, la représentation de l’acteur est un repère essentiel de son activité. Ce repère est une économie de temps et d’énergie pour le public, qui, en traitant l’acteur « en fonction de son seul aspect professionnel », évite le contact et le « partage des épreuves, des soucis, et des secrets personnels ». En fait, si l’acteur décidait de se comporter de la même façon avec tout le monde, le public ne saurait plus quoi penser de lui.
- La cohérence de l’expression : Les maladresses, « fausses notes », peuvent provoquer une rupture de ton qui « affecte la représentation tout entière ». S’il trébuche, baille, commet un lapsus, etc. l’acteur parait incompétent. S’il est nerveux, s’il a l’air coupable, embarrassé, etc. il peut « donner l’impression de s’intéresser trop ou trop peu à l’interaction ». Enfin, si le décor n’est pas en ordre, la représentation de l’acteur risque d’en pâtir. L’impression de réalité qui doit être donnée par une représentation est toujours fragile. La cohérence de l’impression est une des expressions de la stabilité de notre moi social, produit de la socialisation, qui à la différence de notre moi intime, n’est pas sujet aux fluctuations d’humeur ou d’énergie. Goffman cite à ce sujet George Santayana : « il nous faut assidûment cacher toutes nos inégalités d’humeur et de conduite, sans être hypocrites pour autant, puisque le personnage que nous avons choisi à dessein est plus authentiquement nous-même que ne l’est le flot de nos rêveries involontaires (…) La connaissance de soi, comme tout art ou toute science, transpose son objet dans un nouveau registre, celui des idées, ou il perd ses anciennes dimensions et son ancienne place. La conscience transforme nos habitudes animales en engagements et en devoirs, et nous devenons des “personnes” ou des masques ». L’acteur s’accroche donc à l’image qu’il renvoie. La visibilité de certaines de ces facettes (telles que la façade), combinées à l’invisibilité de certaines autres, l’aide à tenir son rôle.
- La Représentation Frauduleuse : Être pris en flagrant délit de mensonge durant une interaction ruine la façade de l’acteur. Cependant, il existe de nombreuses situations ou un mensonge n’est pas considéré comme abominable. Dans la vie quotidienne, l’acteur peut créer une impression fausse sans forcément « mentir », par insinuation, ambiguïté calculée, ou par mensonge par omission, cela se pratique très bien au sein des agences immobilières ou dans l’administration par exemple. D’autre part, une représentation mensongère est fausse, et elle diffère en ce sens des représentations ordinaires. Cela dit, dans les deux cas, l’acteur est contraint de maintenir une définition de la situation, ce qui implique une maîtrise des caractéristiques de la représentation déjà observées.
- La Mystification : Avoir le contrôle de ce que les autres perçoivent, c’est avoir le contrôle du contact avec les autres. Pour s’affirmer, l’autorité a besoin de mettre entre elle et les autres une distance. Il lui faut donc restreindre le contact, maintenir la distance entre elle et le public afin d’engendrer et d’entretenir chez lui une crainte. Le public est alors dit en état de mystification. Il contribue largement à cette distance, en respectant et en craignant le sacré prêté à l’acteur incarnant l’autorité. Ceci étant dit, le respect et la crainte maintenant les distances sociales se manifestent également entre deux personnes de même rang. Cette distance, qui est en fait notre sphère idéale, notre honneur, notre personnalité, permet à l’acteur de fabriquer l’impression de son choix.
- Réalité et Simulation : Goffman tient ici à écarter le dualisme communément admis dans la culture anglo-saxonne entre la représentation véritable (sincère, honnête), que l’on considère d’ordinaire spontanée et la représentation simulée (mensongère), calculée. Cette conception constitue pour lui une « piètre analyse ». En effet, « si une représentation doit avoir lieu, les témoins dans leur majorité doivent croire à la sincérité des acteurs » et « il n’est pas nécessaire de croire sincèrement à son rôle pour le jouer de façon convaincante ». N’importe qui est capable d’apprendre le texte d’un rôle. Les rôles que nous tenons, nous apprenons chaque jour comment les jouer par la socialisation. L’acteur normal, comme l’acteur moins honnête s’exprime d’une façon théâtrale, qui préexiste dans son répertoire. Être « réellement » un certain type de personne, c’est « adopter les normes de la conduite et de l’apparence que le groupe social y associe. La facilité avec laquelle les acteurs mènent à bien, sans avoir besoin d’y réfléchir, et, malgré tout de façon conséquente, ces routines conformes aux normes, signifie non pas qu’il n’y a pas eu de représentation, mais tout simplement que les participants ne se sont pas rendu compte qu’il y en avait une ». Être réellement un type de personne, c’est quand même être un acteur. Pour illustrer son propos, Goffman cite le fameux exemple du garçon de café de Jean-Paul Sartre : « Le garçon de café joue avec sa condition pour la réaliser. Cette obligation ne diffère pas de celle qui s’impose à tous les commerçants ; leur condition est toute de cérémonie, le public réclame d’eux qu’ils la réalisent comme une cérémonie. (…) Un épicier qui rêve est offensant pour l’acheteur, parce qu’il n’est plus tout à fait un épicier. (…) Voila bien des précautions pour enfermer l’homme dans ce qu’il est. »

### Chapitre II: Les équipes
On pourrait penser qu’une représentation n’est que le prolongement de l’expression d’un acteur. Or, bien souvent, elle sert plutôt à exprimer les caractéristiques de la tâche effectuée par l’acteur. La façade personnelle de l’acteur, c’est la façade de son employeur. « Le terme “ équipe de représentation ” ou, plus brièvement, “ équipe ”, désignera tout ensemble de personnes coopérant à la mise en scène d’une routine particulière ». Il se produit aussi bien une impression d’équipe quand ses membres donnent des représentations identiques que lorsqu’ils donnent des représentations différentes mais accordées.
On peut concevoir une interaction entre deux personnes comme une interaction entre deux équipes d’un seul membre. Pour Goffman, le concept d’équipe à un membre définit assez bien la situation où l’acteur est pris à son propre jeu, devenant « son propre public », c’est-à-dire quand il a « intériorisé les normes qu’il s’efforce de maintenir auprès d’autrui, à tel point que sa conscience l’oblige à agir d’une façon acceptable ».
Un équipier peut ne pas être particulièrement apprécié par son équipe, mais celle-ci ne peut négliger la menace qu’il fait peser sur la définition de la situation. Chaque équipier compte sur la bonne conduite de ses partenaires. L’unanimité est une des exigences de la représentation d’équipe. La bonne transmission de l’information, ainsi que la solidarité permettent également de maintenir une bonne définition de la situation : « il est évident que, si des acteurs se préoccupent de maintenir une ligne de conduite, ils choisiront comme équipiers des gens à qui ils peuvent se fier pour jouer correctement un rôle ».
Les équipes tendent à développer une familiarité lorsqu’ils sont entre eux. Celle-ci découle d’« un système de rapports bien réglé, automatiquement étendu à un individu et accepté par lui dès qu’il prend place dans l’équipe ». Il faut cependant distinguer l’équipe de la clique. La clique se forme à l’intérieur d’une équipe. Elle a pour fonction, pour ses membres, de mettre à distance les équipiers indésirables, de les protéger d’une identification avec eux.
Le décor social de l’interaction (boutique, bureau, maison, etc.) est souvent « monté et organisé » par une équipe. Il fait passer une information, un sentiment, il permet aux acteurs de recourir à certaines astuces dans la gestion des impressions. Le contrôle de celui-ci constitue pour elle un avantage lors de la représentation.
Le directeur d’une équipe en représentation tient plusieurs rôles. Il doit la diriger, la corriger, donner le ton, distribuer les rôles et définir leurs façades personnelles, assumer la représentation auprès du public. Au départ membre de l’équipe, le directeur finit parfois dans un « rôle marginal entre le public et les acteurs ».
Lorsqu’une représentation met en scène plusieurs acteurs, un membre de l’équipe est souvent mis en vedette (par exemple le roi). Mais, d’une manière générale, les acteurs n’ont pas toujours le même rôle à tenir, et n’ont donc pas toujours dans la représentation le même « relief dramatique ». Il est important de distinguer ce relief dramatique de l’autorité directoriale, car celle-ci est en réalité souvent au second plan dans une représentation. On voit que certains acteurs dans une équipe en représentation ont un « rôle strictement cérémoniel », tandis que d’autres n’apparaissent que rarement en public. Goffman constate, à son époque, que le mari doit procurer un certain niveau de vie à sa famille, mais que c’est sa femme qui a le rôle d’en faire l’étalage. Pour lui, une équipe ressemble un peu à une société secrète : on doit cacher la façon dont on coopère.

### Chapitre III: Les régions et le comportement régional
On peut définir une région comme « un lieu borné par des obstacles à la perception » (vitres, cloisons, etc.). Les acteurs associent à ces lieux déterminés certaines attentes relatives au comportement. Ils se sentent guidés par la représentation qui y prend place. On désigne « région antérieure » le lieu où se déroule la représentation. Dans la région antérieure, l’acteur est soumis envers le public à l’obligation de respecter deux normes : la politesse, lorsqu’il traite directement avec lui (paroles, gestes dans la conversation). La deuxième norme est la bienséance, soit la façon dont l’acteur se comporte lorsqu’il est dans le champ visuel du public. La manière est importante pour la politesse et l’apparence l’est pour la bienséance. La bienséance répond a deux catégories de normes : les normes morales (respect des affaires d’autrui, de sa personne physique, etc.) et les normes instrumentales (respect du matériel, maintien du rythme, « semblant de travail » — il faut faire semblant de travailler, et, dans certains cas aussi, de ne pas travailler — etc.). Ces deux normes, l’acteur les observe de la même façon.
On désigne « région postérieure » la zone de coulisse d’une représentation donnée, où l’on peut « contredire sciemment l’impression produite par la représentation ». L’acteur peut s’y détendre, « abandonner sa façade, cesser de réciter un rôle, et dépouiller son personnage ». C’est là où l’on prépare, rectifie la représentation, que l’on corrige ou élimine les membres défaillants de l’équipe. L’acteur est sûr d’y être séparé du public. Le langage, la tenue, l’habillement, la conduite, tout y est différent, « régressif ». Le comportement de coulisse discrédite forcément le comportement de la représentation, on le voit, par exemple, quand un invité d’une émission de radio oublie qu’il est en fait à l’antenne. Des situations similaires peuvent se produire au quotidien, lorsque le mur séparant deux voisins n’est pas assez épais, ou lorsque deux personnes se rencontrent aux toilettes. On voit l’acteur prendre un masque lorsqu’il quitte la coulisse et entre dans le lieu où il doit rencontrer le public. Ce phénomène est aussi visible dans le sens inverse. La division région antérieure/postérieure, les frontières entre les deux, existent partout dans la société, dans chaque foyer (salon/salle de bains, chambre à coucher). Il y a des pièces où l’on prépare le corps, la nourriture, et d’autres où on les présente. Il existe, en plus de l’exigence de « semblant de travail » dans la région antérieure, une exigence de « semblant d’apparence » dans le décor, qui tranche parfois brutalement avec celui de la région postérieure. Goffman constate de plus que « Même lorsque la représentation habituelle n’est pas en train de s’y dérouler, l’endroit tend à conserver dans une certaine mesure son caractère de région antérieure ».
Cependant, gardons bien à l’esprit qu’« il n’existe pas, dans la réalité concrète des conduites qui seraient toutes de spontanéité ou au contraire d’autres qui seraient toute entière de cérémonie ». Des individus qui composent une équipe lors d’une représentation peuvent devenir acteurs et public dans une autre, ce qui provoque chez eux des sentiments de culpabilité et d’incrédulité. L’activité est toujours concrètement un compromis entre ces deux situations, ce qui donne trois sortes de restrictions à la familiarité des coulisses :
– L’acteur souhaite apparaître comme quelqu’un de loyal, discipliné à qui l’on peut confier des secrets.
– Les acteurs doivent parfois se remonter le moral et se donner l’impression que tout va bien se passer.
– Les différences sociales, d’âge, de sexe, etc. limitent la familiarité et imposent un maintien des apparences.
Les individus sont lucides sur eux-mêmes (ce qu’ils font dans la coulisse) mais se méprennent sur les autres. Goffman explique que ce facteur est un frein à la mobilité sociale. Les individus de condition élevée ne sont pas en réalité moins familiers ou vulgaires que les ouvriers, mais ils ont moins souvent l’occasion de l’être. Enfin, notons qu’un acteur peut se sentir obligé d'adopter des manières familières dans la coulisse et donc de traiter le comportement de détente comme une représentation où il joue un personnage. La détente est donc remise à plus tard. On peut ajouter une troisième région, résiduelle, « constituée par tous les lieux autres que les deux régions déjà recensées et que l’on peut désigner comme “région extérieure”, où se trouvent des “personnes extérieures” à la représentation. On sait que les acteurs prétendent que le rôle qu’ils jouent au moment où ils le jouent est le plus important. On en déduit qu’ils ne jouent qu’un seul rôle. Lorsqu’un individu assiste à une représentation qui ne lui est pas destinée, il perd ses illusions sur l’acteur, et sur sa représentation. L’acteur s’en trouve embarrassé. Goffman cite Kenneth Burke: « Si l’homme qui se comporte en tyran au bureau et en femmelette à la maison devait soudain devenir l’employeur de sa femme ou de ses enfants, il trouverait son procédé de dissociation inadéquat et pourrait se sentir désorienté et tourmenté ». Il ne sait plus comment agir, ni comment jouer. L’acteur doit séparer ses différents publics, “de sorte que les gens qui le voient dans l’un de ses rôles ne le voient pas dans un autre”. Il lui faut pour cela contrôler la région antérieure. L’acteur doit aussi bien écarter les membres du public qui pensent qu’il joue mal que ceux qui sont trop habitués à l’avoir vu jouer différemment. Lorsqu’il échoue à séparer ses publics, et qu’une personne de l’extérieur joue les trouble-fête, deux chances peuvent s’offrir à l’acteur. Soit le public déjà présent devient son complice, soit il fait croire à l’intrus qu’il a déjà vu qu’il était là depuis longtemps. Mais, fatalement, la présence d’un intrus bouscule la représentation en cours et produit une gêne. C’est pourquoi, quand c’est possible, on fait comme si l’intrus n’était pas là, ou on lui demande de “rester dehors”.

### Chapitre IV: Les rôles contradictoires
Il y a toujours des faits qui menacent la cohérence d’une représentation donnée et l’impression qu’elle donne. Ils forment une “ information destructive ”, que l’équipe doit cacher au public et conserver secrète. Chaque type de secret est défini par “ la fonction que le secret remplit et par sa relation avec l’idée que les autres se font de son détenteur ”. Il y a :
- Les secrets “ inavouables ”, incompatibles avec l’image que l’équipe s’efforce de maintenir devant son public, et qu’elle n’a pas tout à fait reconnu elle-même.
- Les secrets stratégiques, que l’on cache au public “ afin de l’empêcher de s’adapter de façon efficace à la situation ” que l’équipe se propose d’instaurer. Ils ne sont pas forcément inavouables mais ils provoquent tout de même une rupture de la représentation, car l’équipe “ fait la constatation brutale qu’il est inutile et absurde de maintenir les précautions, la réserve et l’ambiguïté calculée de la situation ”. Ils tendent toutefois à être divulgués une fois la représentation terminée.
- Les secrets d’initiés, “ dont la possession marque l’appartenance d’un individu à un groupe et contribue à ce que le groupe se sente distinct et différent de ceux qui ne sont pas ‘ dans le secret ’ ”. Ils ont donc une fonction d’exclusion.

Il existe deux autres types de secrets, lorsqu’une équipe connait les secrets d’une autre équipe :
- Les “ secrets-confidences ” : Les secrets que le détenteur ne doit pas divulguer s’il ne souhaite pas nuire à sa réputation (ex : les avocats et les secrets de leurs clients)
- Les “ secrets dont on dispose librement ” : Les secrets de quelqu’un d’autre que l’on peut dévoiler sans se discréditer.

On a vu qu’il existait trois types de rôles (acteur, public, personnes extérieures) auxquels correspondent trois types de lieux (régions antérieure, postérieure, extérieure) et trois types d’informations (information destructive, définition de la situation, et en ce qui concerne les personnes extérieures, aucune). On pourrait s’attendre à une congruence entre le rôle, le lieu et l’information dont on dispose. En pratique ce n’est pourtant jamais tout à fait le cas. Ainsi, il existe des rôles contradictoires. Il y a d’abord le délateur, qui a accès aux coulisses mais qui “ trahit le spectacle au bénéfice du public ” (traitres, espions). Ensuite, il y a le comparse, qui agit comme s’il était dans le public, mais dans l’intérêt des acteurs, en soutenant le bon déroulement de la représentation ; les agents, qui utilisent leur duplicité cachée au bénéfice du public (contrôleurs, policiers en civil, client professionnel) ; l’intermédiaire, qui connait les secrets de deux équipes et assure la médiation entre elles et, pour finir, la non-personne. Elle est présente dans l’interaction mais ne joue aucun rôle, elle est traitée comme si elle n’était pas là (domestiques, chauffeurs de taxis, personnes très jeunes ou très vielles).
Il y a ensuite les rôles contradictoires tenus par des personnes qui sont absentes de la représentation mais qui possède à son sujet une information inattendue. Au premier rang, le spécialiste (architecte, dentiste, comptable, etc.). Il est au courant des faits honteux des acteurs. L’acteur ne peut se sentir à l’aise avec ces personnes qui le connaissait “à l’époque ou”, qui ont vu derrière sa façade. C’est particulièrement le cas avec les éducateurs. Autre rôle similaire, le confident, à qui l’acteur “confie ses fautes, en expliquant pourquoi l’impression donnée pendant la représentation n’était rien de plus qu’une impression”. Il y a aussi le rôle de collègue, soit les personnes qui “présentent la même routine au même type de public mais qui n’agissent pas ensemble, comme le font les équipiers”. Puisqu’ils donnent le même type de représentations, ils finissent par connaitre les mêmes problèmes. Ils ont des points de vue et un langage similaire. Ils n’ont pas “besoin de maintenir entre eux la façade qu’ils maintiennent devant les autres” : ils se confient entre eux des critiques concernant leur profession, leurs autres collègues (supérieurs, subordonnés), leur public. Cette confiance repose sur une certaine loyauté. On sait que l’on ne dira rien aux non-initiés. Pour cela, on teste la camaraderie, par la plaisanterie, à laquelle il ne faut jamais répondre avec zèle si l’on souhaite s’intégrer dans l’équipe. Dans le monde du travail, certaines conventions ne sont communiqués que par allusion ou par attitude. Goffman cite à ce propos le sociologue Everett Hughes : “Pour que des hommes puissent se faire librement des confidences, il faut qu’ils puissent considérer comme allant de soi une bonne partie de leurs sentiments mutuels”. Cette forme de solidarité entre collègues explique en partie l’endogamie selon Goffman. On s’allie aux personnes de même statut car on sait que derrière la façade que l’on maintient en public, on partage une autre façade commune.
Ainsi, entre collègues, on a tendance a exagérer la familiarité et a “mettre en question la distance sociale”. À titre d’exemple, certains employeurs peuvent constater que leurs employés de statut social supérieur attendent d’eux que le travail soit dirigé dans un style “propre au coulisses”.

### Chapitre V: La communication étrangère au rôle
On sait ce qui se passe lorsque deux équipes se rencontrent : on maintient les impressions et les distances, avec tact. Mais cette distance peut brusquement augmenter ou diminuer lors d’un moment de crise. Goffman écrit » Dans la société anglo-américaine, « Bon dieu », « Mon dieu », ou les mimiques équivalentes constituent souvent chez un acteur l’aveu qu’il s’est momentanément mis dans une position ou il est évident qu’il ne peut jouer aucun personnage ». On observe dans ce chapitre quatre types de communications contradictoires à la représentation entretenue par l’acteur lors d’une interaction. Ce sont les communications étrangères au rôle.
Le traitement de l’absent
Dans les coulisses, les membres d’une équipe ont tendance à dénigrer le public, ou plus généralement l’« absent ». Ce dénigrement en secret sert à maintenir la solidarité et le moral de l’équipe. « Les sentiments “réels” des acteurs pour un membre du public (qu’ils soient positifs ou négatifs) n’ont pas grand chose à voir avec la façon dont ils le traitent en sa présence ou en son absence ». Aux dépens de l’absent, on se témoigne un respect mutuel, on compense la dignité que l’on perd dans notre rapport au public. Ainsi, on dénigre le public en l’appelant de façon peu flatteuse (par exemple, les camelots appellent leur public des « bourgeois », ou les juifs les non-juifs les « goyims ») ou on le parodie en l’imitant ou en le caricaturant. On se moque même du membre de l’équipe qui s’apprête à partir, que l’on traite en tant que public, comme s’il était déjà parti.
Le discours sur la mise en scène
« Lorsque le public est absent, les équipiers en viennent à discuter des problèmes de mise en scène ». On parle des manières d’arranger le décor, des précédentes ruptures de représentation, des équipes de collègues, ou de la dernière représentation. En fait, le « discours sur la mise en scène » est plus ou moins du « potinage ».
La complicité d’équipe
Il s’agit de tous les témoignages de connivence exprimés « avec une prudence suffisante pour ne pas porter atteinte aux apparences illusoires qu’on maintient devant le public ». Cette communication s’établit par des indications scéniques, ou par une « complicité de dérision (lorsque des employés font des grimaces à leur patron, quand on griffonne des petits dessins, ou que l’on s’évade en continuant à maintenir la représentation). La complicité de dérision se rencontre dans « les situations ou l’acteur est contraint d’adopter une conduite en contradiction profonde avec ses sentiments personnels ». Mais en se moquant du public, ou d’un équipier, l’acteur montre qu’il se moque aussi de l’interaction, ou qu’il la maîtrise. Cette complicité, l’acteur l’instaure involontairement, sans contrôle préalable. Ainsi, on comprend l’importance du « second », c’est-à-dire « le rôle d’une personne qu’une autre personne introduit à son gré dans sa représentation à seule fin de s’assurer l’agrément d’une compagnie. Il est pour le maître à avoir « toujours quelqu’un avec qui s’allier contre les autres personnes présentes ». 
Les opérations de réalignement
Lorsque les acteurs sont mécontents d’une situation, ils l’expriment souvent par une communication officieuse (plaisanteries, silences significatifs, insinuations, sous-entendus…) qui ne menace pas le déroulement de l’interaction. Dans ces cas-là, l’auteur a le droit de nier d’avoir souhaité sous-entendre quoi que ce soit, et le public peut faire comme s’il n’avait rien entendu. L’équipe cherche ainsi à se mettre dans une position favorable, et du même coup à mettre l’équipe adverse dans une position défavorable. Par la communication officieuse, on cherche à éloigner l’autre équipe, ou à transformer l’interaction. On peut aussi faire comprendre aux initiés qu’ils sont entre eux et qu’ils peuvent baisser la garde. Car « lorsque des personnes ignorent réciproquement leur opinion et leur statut, un processus de tâtonnement s’engage par lequel un acteur dévoile petit à petit ses idées » en leur donnant « un tour ambigu ». Lorsqu’il comprend que l’autre acteur n’a pas les mêmes opinions que lui, il peut s’arrêter, avec tact. Par un double-sens, deux personnes peuvent se communiquer une information « incompatible avec leur relation officielle ».
D’après Goffman, l’étude des interactions dans la vie quotidienne montre qu’une équipe attend toujours d’une autre équipe qui lui est supérieure qu’elle sorte un peu de sa réserve, pour plus de spontanéité, mais aussi pour tenter d’y gagner un avantage.
Autre opération de réalignement, les « trahisons provisoires ». Elles se déroulent le plus souvent entre amis, ce sont les flirts entre personnes mariées, les situations ou les personnes d’un groupe en petit comité renoncent provisoirement à s’aligner sur leur équipier le plus proche.
Goffman explique que le besoin humain d’avoir des relations sociales et amicales est motivé par deux grands besoins : « le besoin d’un public devant lequel mettre à l’épreuve les différents personnages qu’on se flatte d’incarner et le besoin d’équipiers avec lesquels établir des rapports d’intimité complice et partager le climat détendu des coulisses ». Ces deux besoins peuvent être remplies par les mêmes personnes, dans les réunions amicales. C’est pour ses raisons que se développe le rôle de second, toujours disponible pour assister à la représentation de son chef de file, ou pour l’aider à produire l’impression qu’il souhaite donner. La communication étrangère au rôle prouve que la représentation que donne une équipe permet une « prise de distance suffisante pour concevoir ou pour exécuter d’autres types de représentations renvoyant à d’autres réalités ».

### Chapitre VI: La maîtrise des impressions
On a vu que les maladresses pouvaient porter préjudice à la représentation d’un acteur. Il doit également se méfier des intrusions intempestives et des « faux pas », déclarations verbales ou actes intentionnels dont il ne maitrise pas la portée. On peut parler de « gaffe » s’il met en danger l’image de son équipe, et d’impair s’il s’agit de l’image de l’équipe adverse. Il existe également des situations ou l’acteur va délibérément provoquer la rupture, ce sont les « scènes ». Lorsqu’on « fait une scène », on en crée une nouvelle, ou les rôles d’une équipe sont à présent « redistribués en deux ». Il arrive cependant aussi que ce soit le public qui crée une scène. Ces incidents mettent tout le monde mal à l’aise et l’acteur révèle au public « une image de l’homme qui se cache derrière le masque ». De plus, « la mythologie d’une équipe insiste sur ces ruptures ». Les participants ont trois types de techniques pour sauver les apparences. Les mesures défensives (« Les attributs et les techniques défensifs »). Il y a d’abord la loyauté « dramatique » entre les acteurs. Elle réclame d’empêcher les acteurs de se lier d’amitié avec le public, car il pourrait trahir la représentation.
Il y a ensuite la discipline dramaturgique : l’acteur doit savoir taire ses sentiments spontanés afin de maintenir les apparences et le statu quo imposé par la représentation de son équipe. Les taquineries constituent à ce titre un procédé d’initiation visant à tester l’aptitude d’un acteur a répondre de façon amicale, sans que sa réponse ne corresponde nécessairement à un réel sentiment d’amitié. De même, les acteurs doivent agir avec circonspection, afin de ne pas se laisser surprendre. Ainsi, une façon simple d’éviter qu’un acteur ou un membre du public ne dérape ou ne trahisse la représentation est de limiter la taille des deux équipes. Pour donner une représentation plus efficace encore, l’acteur doit parfois s’éloigner un peu des faits. Ainsi, il souhaite, à l’instar des spécialistes ou des commerçants être jugé sur ses compétences et non sur ses résultats.
Il doit toujours prendre en compte l’information laissée par les conditions de sa représentation. Cette information, l’acteur tente de la masquer si elle lui est potentiellement préjudiciable : par exemple, à Londres, au XIXe siècle, les prostituées âgées menaient leurs affaires dans les coins les moins lumineux, afin qu’on ne puisse que faiblement entrevoir leur visage. L’acteur prend beaucoup de précautions dans des situations ou des conséquences graves pour son image peuvent résulter de sa conduite (lorsqu’il est interviewé par exemple : Il ne s’agit pas tant pour lui d’apparaître sous un jour favorable que d’éviter d’apparaître sous un jour défavorable.)
L’équipe prévoit aussi ses moments de détente en fonction des occasions qu’elle a de ne pas être surveillée. Lorsque deux équipes se rencontrent, les acteurs doivent absolument maintenir leur expression intacte et avoir confiance en leurs équipiers. À titre de circonspection, à certaines occasions, on fait se dérouler la représentation selon un protocole, ou toutes les expressions sont organisées.
Les acteurs bénéficient également de « techniques de protections ». Souvent, le public et les personnes extérieures à une représentation font preuve de tact en prétendant ne pas être concerné par ce qui se passe. Ainsi, par convention, on peut prétendre ne pas avoir vu l’étourderie d’un acteur, ou agir avec plus de souplesse envers un acteur débutant, pour ne pas le gêner. Parfois, l’acteur se rend compte que le public fait preuve de tact envers lui. Mais le public peut aussi bien se rendre compte que l’acteur s’en est rendu compte et qu’il se sait par conséquent protégé. Et l’acteur peut même se rendre compte que le public a, en quelque sorte, lu ses cartes. Ces situations intimes peuvent mener au rire, ou à la honte mais, quoi qu’il en soit, « les équipes sont capables de rapidement reprendre leur physionomie habituelle ».
L’acteur fait donc aussi preuve de « tact concernant le tact ». Il doit être attentif aux allusions du public, qui lui signale qu’il est sur la mauvaise pente. Conformément aux usages de la représentation frauduleuse, l’acteur doit mentir sur son apparence ou sur les faits d’une manière à pouvoir conserver la face si l’on se rend compte du « travestissement » : « Il est recommandé à l’acteur qui énonce une contre-vérité de garder un soupçon d’ironie dans la voix afin de pouvoir dénier tout sérieux à ses affirmations et déclarer s’il venait à être confondu qu’il ne faisait que plaisanter. »
Mais, malgré toutes ces techniques de protection, les incidents arrivent et le public entrevoit ce qui se passe dans les coulisses. Plus encore, il perçoit alors « l’acteur qui assume ce personnage pour ce qu’il est profondément : un comédien solitaire tourmenté par le souci de sa représentation ». Goffman fournit une description de ce qui peut alors se passer. L’acteur peut finir par avoir honte d’un comportement honnête s’il engage des impressions défavorables à tort. Il a honte, croit que sa honte est apparente, et pense que c’est pour cela que sa représentation est mal jugée. En agissant sur la défensive il aggrave son cas, agissant auprès du public comme s’il était coupable. Il est possible à chacun de « devenir par instants, à ses propres yeux, la pire personne qu’il puisse imaginer que les autres s’imaginent qu’il est ».

### Chapitre VII: Conclusion
On peut selon Erving Goffman analyser une organisation sociale selon quatre perspectives : la perspective « technique », qui juge l’efficacité et l’inefficacité d’un système organisé pour atteindre des objectifs explicitement établis. La perspective « politique », qui est une analyse en fonction des différents moyens de « social control », des différents types de sanctions, de gratifications et d’exigences. On peut considérer une organisation selon une perspective « structurale » ou encore selon un point de vue « culturel », en fonction des valeurs morales qui influencent l’activité d’une organisation. Goffman propose dans « La présentation de soi » une approche dramaturgique.
Cette perspective dramaturgique peut être utilisée par les quatre approches que nous venons évoquer. D’un point de vue politique, tout pouvoir doit pouvoir effectuer la démonstration de son autorité, par la communication, pour persuader son public. D’un point de vue structural, l’image d’un groupe d’un statut supérieur dépend des moyens de communication dont il dispose pour imposer une distance avec les autres groupes (voir au chap.1, la mystification). D’un point de vue culturel, les normes morales, « les valeurs culturelles définissent dans les moindres détails ce que les participants doivent penser sur un grand nombre de sujets et instaurent par-là même un système d’apparences qu’ils doivent maintenir, qu’ils aient un sentiment réel en deçà de ces apparences ».
Mais pour Goffman, le système social est créé et maintenu par le déroulement régulier de l’interaction. Lors d’une rupture, il se « désorganise » : « Chaque nouvelle représentation donne lieu à une nouvelle mise à l’épreuve de la légitimité de ces ensembles et à une remise en question de leur réputation ». L’acteur impliqué dans cet ensemble se voit lui-même comme quelqu’un sur qui on peut compter, qui ne déçoit pas son groupe, lequel compte sur la réussite de ses interactions. Une rupture peut détruire l’image qu’il a de soi. Il semble bien néanmoins qu’il n’existe pas d’interactions sans risques de se trouver, sinon humilié, légèrement embarrassé.
Pour finir, on remarque que le rôle de l’expression est de communiquer des impressions du moi. Toute impression est une source d’information. Dans une interaction, on cherche à identifier ces informations, mais puisque celles-ci ne sont jamais immédiatement perceptibles, l’acteur doit se fier aux apparences (répliques, signes, symboles d’appartenance, allusions, etc.). Et « plus la réalité qui échappe à la perception a d’importance pour l’acteur, plus il doit accorder d’attention aux apparences ». Ces apparences, sources d’impressions, découlent de « normes relatives à la politesse et à la bienséance », ce qui montre « combien la vie est enserrée dans un réseau de conventions morales ». Lorsque les acteurs se savent observés, ils se satisfont de l’impression qu’ils sont en train de donner ou ils cherchent à influencer cette impression par « des techniques conformes aux règles de bienséance ». Mais il est parfois nécessaire de recourir à des moyens moins convenables pour influencer son observateur. Les personnes qui estiment qu’elles ne peuvent opérer sans ces moyens décident de « se liguer et de manipuler directement l’impression qu’elles donnent. Elles se transforment en une équipe d’acteurs et les observateurs se muent en public. (...) Le déroulement de l’activité se dramatise ».
Goffman observe la dialectique suivante : les acteurs vivent dans un univers moral. Ils ne se préoccupent pas d’actualiser la morale, mais de donner l’impression qu’ils la suivent, par la mise en scène. Le moi de l’acteur ne vient pas de lui, mais du « spectacle de son activité » : « Un spectacle correctement mis en scène et joué conduit le public à attribuer un moi à un personnage représenté, mais cette attribution est le produit et non la cause d’un spectacle (...) c’est un effet dramatique qui se dégage d’un spectacle que l’on propose ». Tous les attributs de l’acteur (son aptitude à apprendre un rôle, sa tendance à rêver qu’il donne une représentation triomphale ou, au contraire, qu’il est humilié en public, son besoin d’avoir un équipier ou un public, sa crainte de l’humiliation), » psychobiologiques par nature », semblent pourtant être « l’écho intime des accidents de la mise en scène ».
Pour conclure, Erving Goffman concède que la métaphore théâtrale ne peut être poussée que jusqu’à un certain point. En nous imaginant le monde comme une pièce de théâtre, nous nous convainquons qu’il ne faut pas le prendre trop au sérieux. Mais, « à la différence de la vie ordinaire, rien de réel et d’effectif ne peut arriver aux personnages de théâtre - quoique, bien évidemment, à un autre niveau, quelque chose de réel et d’effectif puisse se produire touchant la réputation des acteurs en tant que professionnels dont le travail quotidien consiste à donner des représentations théâtrales »